# Формула-1 — Гран-прі Канади 1981
Гран-прі Канади 1981 року (фр. XX Grand Prix du Canada) — чотирнадцятий етап чемпіонату світу 1981 року з автоперегонів у класі Формула-1, що відбувся 27 вересня на автодромі Острів Нотр-Дам у Монреалі. Змагання проходили у дощових умовах і були зупинені через після 63 кола через двогодинний ліміт часу. Із запланованих 308,700 км гонщики подолали 277,830 км. Свою шосту та останню в кар'єрі перемогу здобув Жак Лаффіт, який виступав за команду Ліж'є-Матра.
Останній раз, коли гран-прі Канади проводився восени.

## Перед перегонами
Перед гран-прі Канади Алан Джонс оголосив, що йде зі спорту, оскільки вже виборов титул минулого року. Також у паддоку ширилися чутки, що Нікі Лауда тестував McLaren в Донінгтон-парку та планує повернутися.

## Перегони
|      | Пілот             | Команда          | Кіл | Час        | Старт | Очок |
| ---- | ----------------- | ---------------- | --- | ---------- | ----- | ---- |
| 1    | Жак Лаффіт        | Ліж'є-Матра      | 63  | 2:01:25.20 | 10    | 9    |
| 2    | Джон Вотсон       | Макларен-Форд    | 63  | + 6.23     | 9     | 6    |
| 3    | Жиль Вільньов     | Феррарі          | 63  | + 1:50.27  | 11    | 4    |
| 4    | Бруно Джакомеллі  | Альфа Ромео      | 62  | +1 коло    | 15    | 3    |
| 5    | Нельсон Піке      | Бребгем-Форд     | 62  | +1 коло    | 1     | 2    |
| 6    | Еліо де Анджеліс  | Лотус-Форд       | 62  | +1 коло    | 7     | 1    |
| 7    | Маріо Андретті    | Альфа Ромео      | 62  | +1 коло    | 16    |      |
| 8    | Дерек Делі        | Марч-Форд        | 61  | +2 кола    | 20    |      |
| 9    | Марк Зурер        | Теодор-Форд      | 61  | +2 кола    | 19    |      |
| 10   | Карлос Ройтеманн  | Вільямс-Форд     | 60  | +3 кола    | 2     |      |
| 11   | Мікеле Альборето  | Тіррелл-Форд     | 59  | +4 кола    | 22    |      |
| 12   | Едді Чівер        | Тіррелл-Форд     | 56  | двигун     | 14    |      |
| Схід | Андреа де Чезаріс | Макларен-Форд    | 51  | розворот   | 13    |      |
| Схід | Ален Прост        | Рено             | 48  | зіткнення  | 4     |      |
| Схід | Найджел Менселл   | Лотус-Форд       | 45  | зіткнення  | 5     |      |
| Схід | Слім Борґудд      | АТС-Форд         | 40  | розворот   | 21    |      |
| Схід | Ектор Ребаке      | Бребгем-Форд     | 35  | зіткнення  | 6     |      |
| Схід | Жан-П'єр Жар'є    | Озелла-Форд      | 26  | зіткнення  | 23    |      |
| Схід | Алан Джонс        | Вільямс-Форд     | 24  | розворот   | 3     |      |
| Схід | Дідьє Піроні      | Феррарі          | 24  | розворот   | 12    |      |
| Схід | Елісео Саласар    | Інсайн-Форд      | 8   | розворот   | 24    |      |
| Схід | Патрік Тамбе      | Ліж'є-Матра      | 6   | розворот   | 17    |      |
| Схід | Рікардо Патрезе   | Ерроуз-Форд      | 6   | розворот   | 18    |      |
| Схід | Рене Арну         | Рено             | 0   | розворот   | 8     |      |
| НКВ  | Кеке Росберг      | Фіттіпальді-Форд |     |            |       |      |
| НКВ  | Чіко Серра        | Фіттіпальді-Форд |     |            |       |      |
| НКВ  | Браян Гентон      | Тоулмен-Гарт     |     |            |       |      |
| НКВ  | Жак Вільньов      | Озелла-Форд      |     |            |       |      |
| НКВ  | Дерек Ворвік      | Тоулмен-Гарт     |     |            |       |      |
| НКВ  | Беппе Габ'яні     | Озелла-Форд      |     |            |       |      |

## Кола лідирування
- 1—6 — Алан Джонс;
- 7—12 — Ален Прост;
- 13—63 — Жак Лаффіт.

## Положення в чемпіонаті після Гран-прі
| Поз | Пілот            | Очки |
| --- | ---------------- | ---- |
| 1   | Карлос Ройтеманн | 49   |
| 2   | Нельсон Піке     | 48   |
| 3   | Жак Лаффіт       | 43   |
| 4   | Ален Прост       | 37   |
| 5   | Алан Джонс       | 37   |

| Поз | Конструктор  | Очки |
| --- | ------------ | ---- |
| 1   | Вільямс-Форд | 86   |
| 2   | Бребгем-Форд | 59   |
| 3   | Рено         | 48   |
| 4   | Ліж'є-Матра  | 43   |
| 5   | Феррарі      | 34   |

- Примітка: Тільки 5 позицій включені в обидві таблиці.